# Gowdeti, Pavagada
Gowdeti là một làng thuộc tehsil Pavagada, huyện Tumkur, bang Karnataka, Ấn Độ.